# Feelin' Lonely
Feelin' Lonely is een r&b-achtige ballad uit 1980 van de Nederlands-Molukse latin rock-band Massada. Het is geschreven door zanger/oprichter Johnny Manuhutu voor Massada’s derde studioalbum Pusaka. 

## Achtergrond
Manuhutu (1948) schreef Feelin' Lonely over een liefdesrelatie uit zijn tienerjaren; in de tekst zegt hij zich eenzaam te voelen omdat het meisje waarop hij verliefd is hem heeft afgedankt. Eppy Manuhutu, drummer in de oorspronkelijke bestaansperiode van Massada, doet in de refreinen vergeefse pogingen om zijn broer duidelijk te maken dat hij zich heeft laten gebruiken als een stuk speelgoed en dat hij verder moet gaan met zijn leven in plaats van zich te blijven vastklampen aan een zinloze fantasie. Tijdens de instrumentale gedeeltes wordt het tempo opgevoerd. De albumversie duurt 6:39, maar werd met meer dan twee minuten ingekort om het op de radio gedraaid te krijgen. Het nummer haalde in zes weken notering de 17e plaats in de Nederlandse top 40 en in zes weken notering de 27e plaats in de Nationale Hitparade Top 50 .
Er verschenen twee versies:
- 7”-single met op de A-kant de ingekorte versie (part 1) en op B-kant part 2[1]
- 12”-single met op de A-kant waarschijnlijk de albumversie en op de B-kant Fathers within One Father[2]

Fathers Within One Father (geschreven door percussionist Zeth Mustamu) is afkomstig van het tweede album Pukul Tifa uit 1979; Feelin' Lonely is aan de cd-heruitgave van Pukul Tifa als bonustrack en afsluiter toegevoegd.

## Live-uitvoeringen
Feelin' Lonely is ook te horen op het livealbum Massada Live en wordt nog steeds gespeeld bij concerten. De zangpartijen van Eppy Manuhutu zijn daarbij overgenomen door een van de achtergrondvocalisten.